# Cornelis Gerritsz. Decker
Cornelis Gerritszoon Decker (* um 1620; begraben am 23. März 1678 in Haarlem) war ein niederländischer Landschaftsmaler.

## Leben
Decker soll ein Schüler von Salomon van Ruysdael gewesen sein und trat 1643 in die Gilde zu Haarlem ein. Er malte Landschaften, in der Art von Jacob van Ruisdael und Meindert Hobbema üblich waren. Seine Gemälde ähneln zudem denen des Roelof van Vries (1631–1681). Seine Waldlandschaften wurden teilweise von Adriaen van Ostade und Adriaen van de Velde mit Figuren versehen und waren zumeist mit C. Decker oder den Initialen C. D.  signiert. Datierte Werke sind aus den Jahren 1640 bis 1669 bekannt. In seinen anfangs lebhaft gefärbten Bildern hebt sich das olivgrüne Laub der Bäume von einem meist grauen Himmel ab. Die späteren Werke zeigen eher dunkle Farbtöne in einförmigem graugrün.
Viele seiner Gemälde kamen in europäische Museen oder Privatsammlungen. Die Signatur C. D. wurde auch durch den Kupferstecher Coenraet Decker und anderen Malern verwendet, so dass es manchmal zu Verwechslungen kam. So wurden ihm teilweise Interieurbilder zugeschrieben, die mit C. Decker bezeichnet sind, die möglicherweise von einem anderen Künstler J. Decker stammen. Decker wurde am 23. März 1678 in der St. Bavo-Kirche in Haarlem beigesetzt.

## Werke (Auswahl)
Bilder von ihm besitzen unter anderem die Galerien von Kopenhagen, Berlin, Hamburg, Hannover, München, Rotterdam und der Louvre in Paris.
- Alte Bauernhütte und Baumgruppe
- 1642: Die Rast vor dem Wirtshaus
- Eine Weberwerkstatt (Mit Figuren von Adriaen van Ostade)
- Das Gasthaus zur Gans
- 1653: Bauerngehöft unter Bäumen an einem Fluss Hamburger Kunsthalle
- 1666: Waldlandschaft mit Wasser und Fischerhaus

Werke von Decker
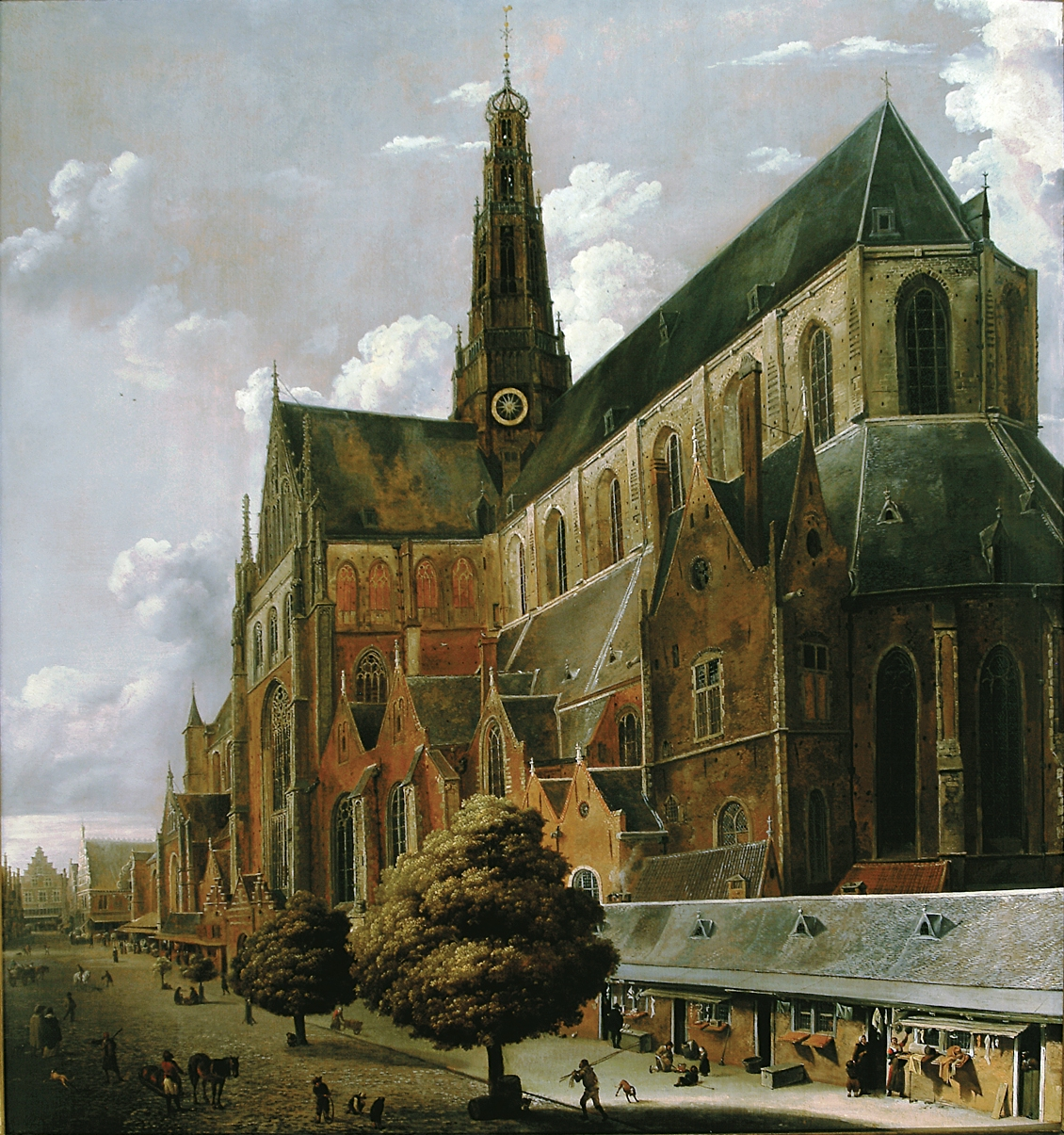
St.-Bavo-Kirche (Haarlem), Frans Hals Museum
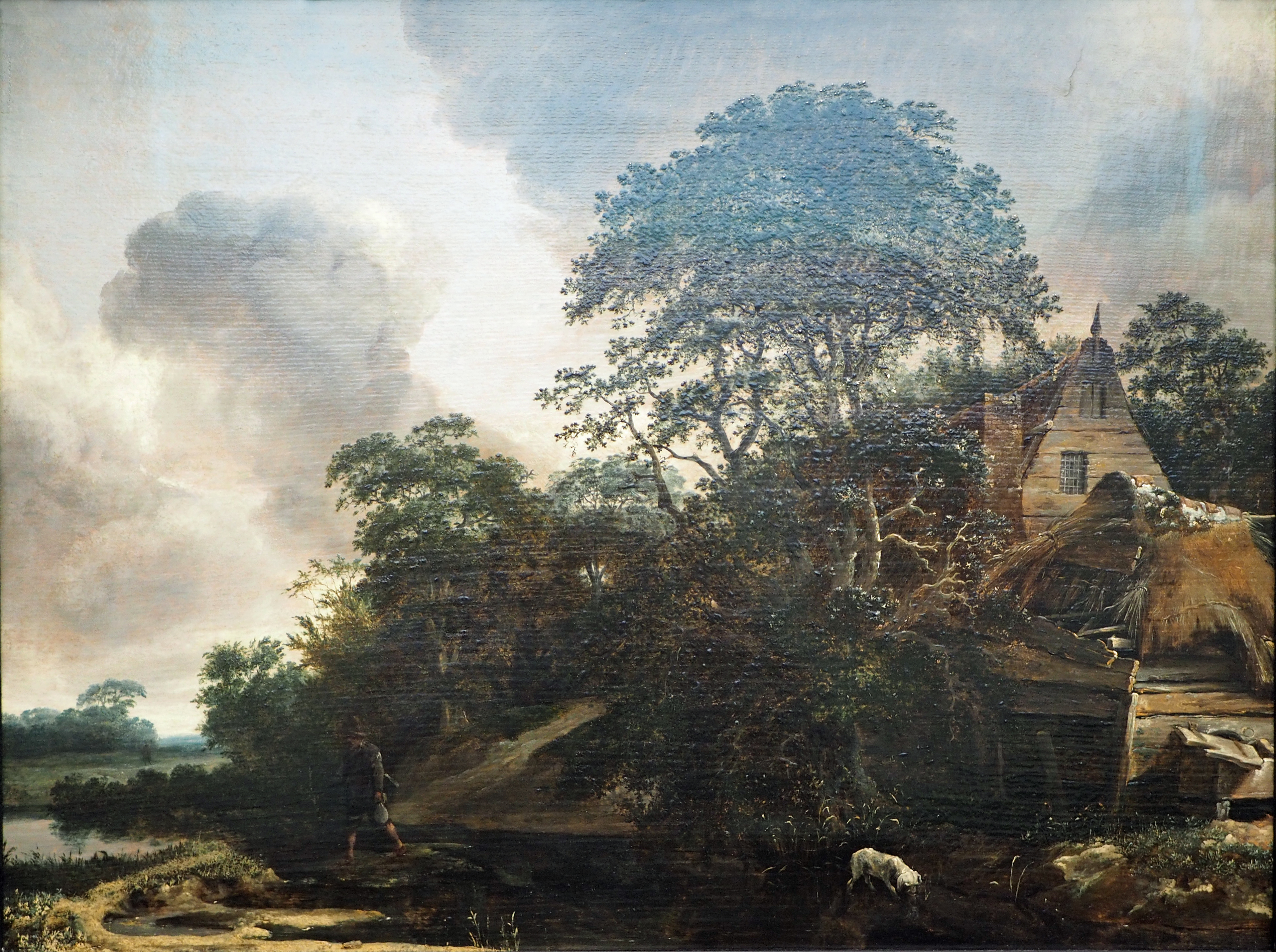
Ein Gehöft unter Bäumen
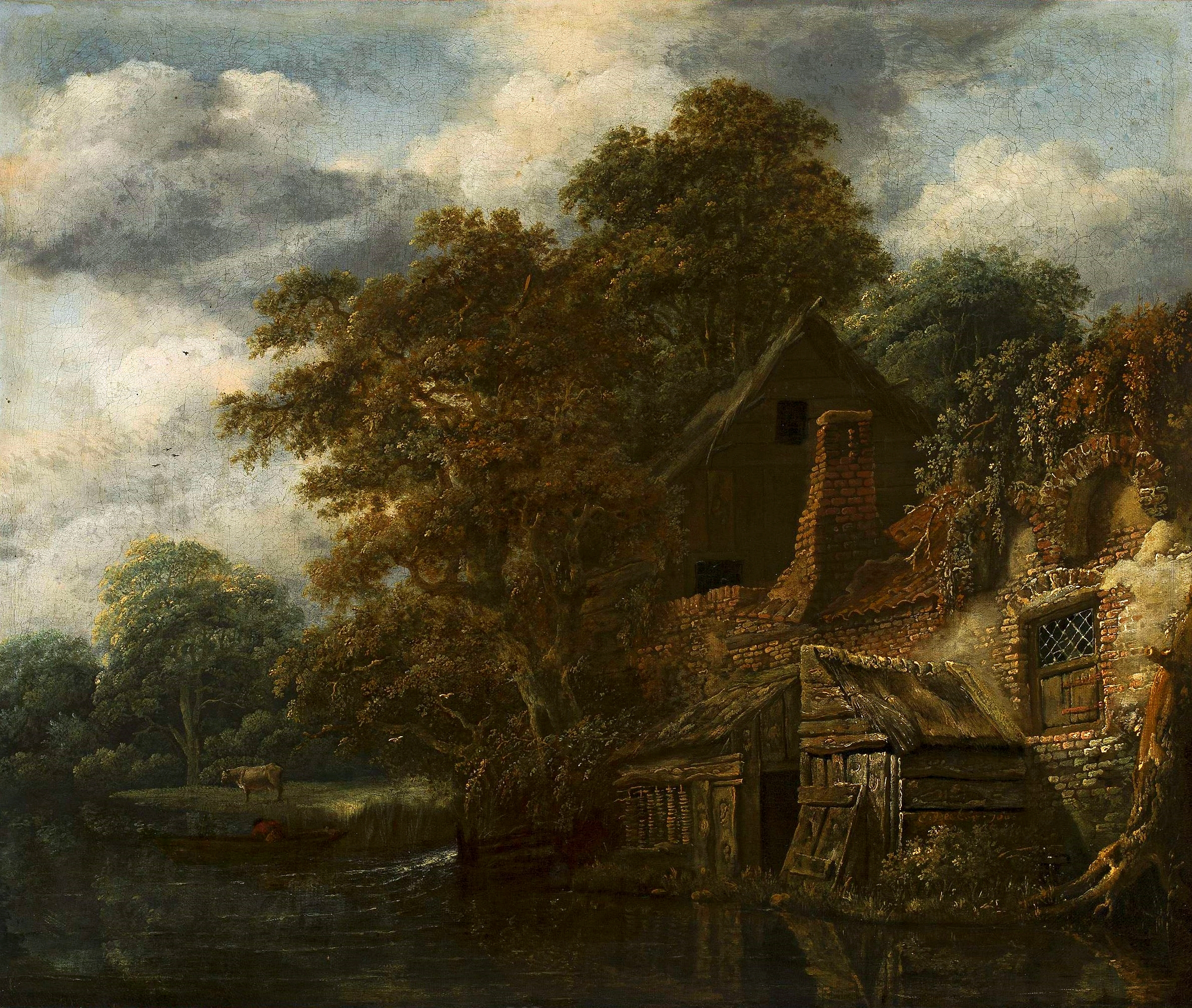
Wassermühle, Nationalmuseum Warschau
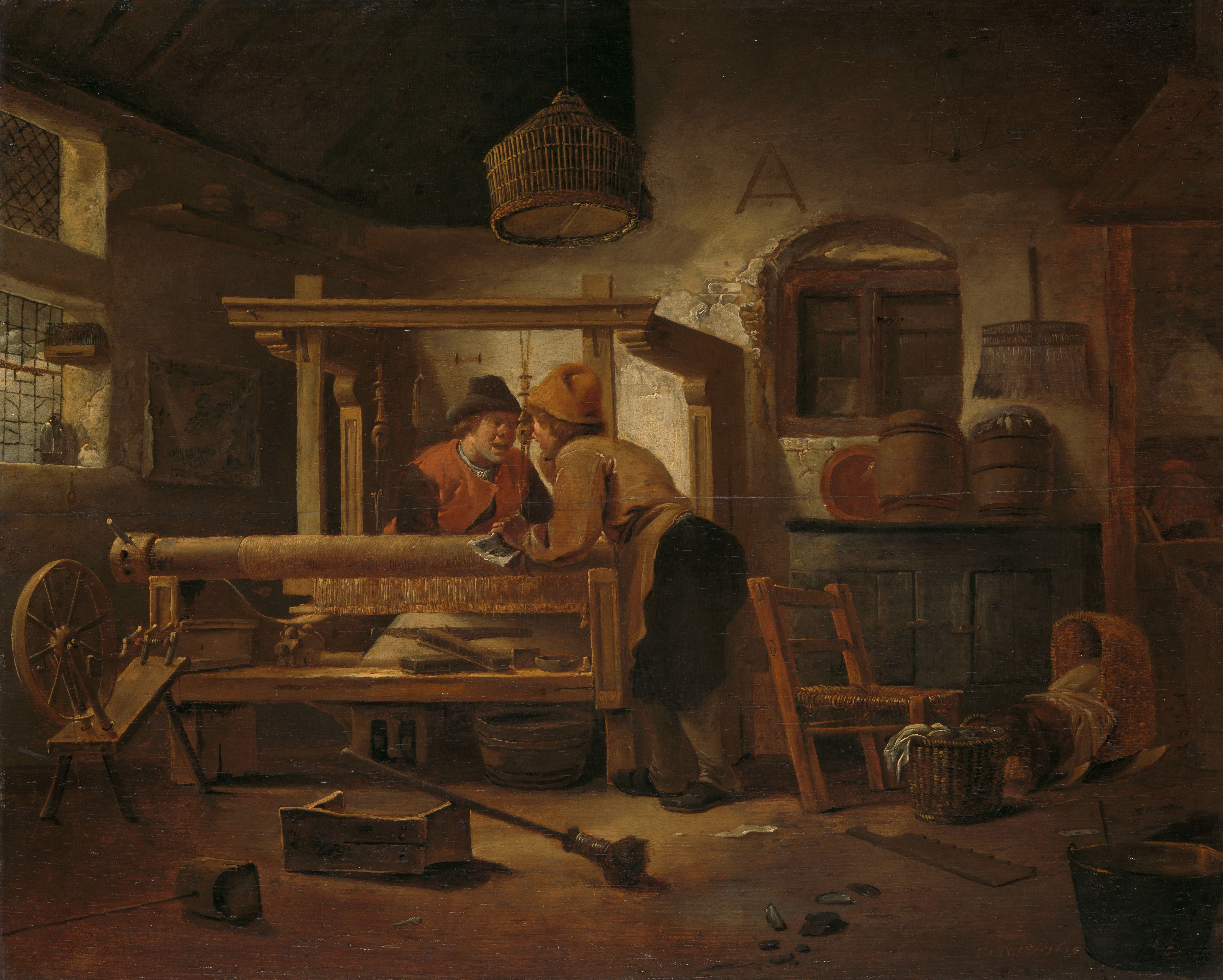
Weberwerkstatt, Rijksmuseum Amsterdam